# Liste der Vizepräsidenten Syriens
Das Amt des Vizepräsidenten Syriens ist eine politische Funktion in Syrien. Die syrische Verfassung besagt, dass im Falle der vorübergehenden Verhinderung des Präsidenten der Vizepräsident kommissarischer Präsident wird. Mehrere Personen gleichzeitig können das Amt des Vizepräsidenten innehaben. Der Präsident Syriens ernennt die Vizepräsidenten.
Hier die Amtsinhaber:
| Name                 | Amtseinführung | Ende der Dienstzeit |
| -------------------- | -------------- | ------------------- |
| Muhammad Umran       | 1963           | 1966                |
| Mahmoud al-Ayyubi    | 1971           | 1974                |
| keine ernannt        | 1974           | 1984                |
| Rifaat al-Assad      | 1984           | 1998                |
| Abd al-Halim Chaddam | 1984           | 2005                |
| Zuhair Maschariqa    | 1984           | 2006                |
| Faruk al-Scharaa     | 2006           |                     |
| Najah al-Attar       | 2006           |                     |